# Gwosiwo
Le gwosiwo est un style de musique originaire de la région sud de Basse-Terre en Guadeloupe.